# Kantatie 81
Pour les articles homonymes, voir Route 81.
La route principale 81 (en finnois : Kantatie 81 est une route principale allant du village Saarenkylä de Rovaniemi jusqu'à Kuusamo en Finlande.

## Description
La route principale 81 relie Kuusamo et Rovaniemi. La route va de Rovaniemi aux rives du fleuve Kemijoki.

## Parcours
La route parcourt les municipalités suivantes :
- Rovaniemi
- Posio
- Kuusamo